# Боштаев, Мукыш
Мукыш Боштаев (каз. Мұқыш Боштаев) (1897, Павлодарский уезд, Семипалатинская область, Степное генерал-губернаторство, Российская империя — 1921) — юрист, журналист, участник Алашского движения, активный участник в деятельности Казахстанских комитетов Семипалатинской области.

## Биография
Выходец из Баянаула. Поступил в Санкт-Петербургский университет, по одним данным, по другим — в Казанский университет. «Казахстан. Национальная энциклопедия» пишет, что Мукыш Боштаев окончил юридический факультет Казанского университета в 1917 году.
Газета «Казах» в 1917 г., публикуя списки кандидатов в депутаты Учредительного собрания, дает М. Боштаеву следующую характеристику: «выпускник Казанского университета, молодой юрист, уездный комиссар».
Будучи студентом Мукыш Боштаев стал активным в общественной жизни, начал публиковать статьи в газетах «Казах» и «Сарыарка».
Особо Мукыш Боштаев проявил себя в сотрудничестве с газетой «Казах». В № 111 за 1915 год опубликовал статью, посвященную проблемам образования. В статье «Игілік кауымы» М. Боштаев выдвинул инициативу по созданию культурно-просветительского общества «Игілік» для материальной помощи студентам. Статья вызвала живейший интерес среди читателей газеты. В 1916 году в газете «Казах» М. Боштаев, вместе с другими студентами, заявлял о стремлении оказывать всяческую помощь джигитам, ушедшим на тыловые работы. Они помогают в организации «Земского союза», органа, который оказывал материальную, юридическую и духовную поддержку тыловикам. За эту помощь они были отмечены А. Букейхановым и другими деятелями «Алаша». Также известны его статьи в прессе.
Председатель суда Павлодарского уезда при Временном правительстве.
М. Боштаев — активный участник всеказахских съездов. На съезде от 21-26 июля 1917 года в городе Оренбурге М. Боштаев избран кандидатом в депутаты Всероссийского Учредительного собрания от Семипалатинской области. По данным КНЭ М. Боштае на 1-м Всеказахском съезде выдвигался депутатом от партии «Алаш» на собрание Всероссийского курултая.
В октябре 1917 г. М. Боштаев официально становится членом партии «Алаш» и выдвигается в Павлодарский уездный комитет «Алаш Орды».
В начале 1918 года на первом чрезвычайном земском заседании избран в состав областного суда и стал его председателем.
В эти годы М. Боштаев продолжал публикацию своих статей, посвященных проблемам образования в родном Баянауле, Павлодарском уезде. М. Боштаев вёл активную работу по организации местных комитетов Алаш, формированию милицейских отрядов, а также агитационной работы.
На этом съезде был поднят вопрос о казахской автономии.
На 2-м Всеказахском съезде избирался в состав правительства Алашорды.